# Giovanni D'Antoni
Giovanni D'Antoni (Palermo, 21 ottobre 1890 – Palermo, 21 novembre 1958) è stato un generale italiano, durante la seconda guerra mondiale partecipò alla campagna di Grecia, alle operazioni in Africa Settentrionale Italiana e alla campagna di Tunisia. Nominato regio prefetto di Milano dopo la caduta del fascismo, all'atto dell'armistizio dell'8 settembre 1943 fu catturato dai tedeschi e deportato in Polonia. Rientrato in Italia alla fine della guerra fu nominato prefetto di Bologna e quindi svolse il ruolo di capo della polizia tra il 1948 e il 1952.

## Biografia
Nacque a Palermo il 21 ottobre 1890. Entrato nel 1911 come Allievo presso la Regia Accademia Militare di Fanteria e Cavalleria di Modena, ne uscì con il grado di sottotenente assegnato all'arma di fanteria, il 1º aprile 1912.

### Carriera militare
Prese parte alla prima guerra mondiale, come tenente in forza al 4º Reggimento fanteria.
Promosso capitano, fu trasferito in Eritrea in forza al locale Regio corpo truppe coloniali, e comandò il III Battaglione indigeni dal luglio del 1924 al marzo 1926. Al comando di tale reparto partecipò alle operazioni di riconquista della Libia venendo decorato di una Croce di guerra al valor militare.
Da maggiore fu comandante di un battaglione del 7º Reggimento fanteria "Cuneo" di stanza a Milano.
Promosso tenente colonnello con anzianità 12 marzo 1928, fu dapprima assegnato allo Stato maggiore del Regio Esercito a Roma, divenendo poi Aiutante di campo onorario di S.M. Re Vittorio Emanuele III (ottobre 1936).
Divenuto colonnello il 1 settembre 1937, comandò prima il 4º Reggimento fanteria carrista, poi passò al corpo di Stato maggiore.

#### Nella seconda guerra mondiale
Prese parte all'occupazione dell'Albania come comandante del raggruppamento carri d'assalto, venendo decorato con una Medaglia di bronzo al valor militare.
Dal 1 febbraio 1941 divenne Capo di stato maggiore del IV Corpo d'armata, allora al comando del generale di corpo d'armata Camillo Mercalli, impegnato sul fronte greco-albanese in momento particolarmente difficile della campagna.
Il primo agosto 1941 gli fu conferita l'onorificenza di Cavaliere dell'Ordine militare di Savoia con la seguente motivazione: Capo di Stato Maggiore di un Corpo d’Armata impegnato in una delle zone più delicate e difficili del fronte greco-albanese, assunta  la carica in un momento particolarmente allarmante della poderoso pressione del nemico imbaldanzito dal successo, prontamente si orientava in profondità, così da dare al proprio comandante la collaborazione più intelligente, attiva, fervida e realizzatrice, nel lavoro per l’organizzazione a difesa della zona e nella successiva collaborazione della ripresa offensiva che portò attraverso gravi difficoltà, anche d’ordine logistico, prontamente fronteggiate, alla rapida rioccupazione del nostro territorio. Albania (Osum-Sofiut), 1º febbraio – 15 aprile 1941.
Il 18 maggio 1942 fu promosso generale di brigata e, dal 25 luglio successivo, fu assegnato in forza al comando della 16ª Divisione motorizzata "Pistoia" del generale Giuseppe Falugi quale comandante della fanteria divisionale, accompagnandola, dalla Calabria, prima in Grecia e poi in Egitto, dove parteciperà indirettamente alla battaglia di El Alamein (ottobre-novembre 1942), alla testa di una cosi detta colonna D'Antoni verso l'oasi di Gialo ed alla susseguente ritirata sino in Tunisia. Rientrato in Italia, a disposizione del Ministero della guerra, per incarichi speciali, il 1º aprile 1943.

### Prefetto
In seguito passò a disposizione del Ministero degli interni e venne nominato prefetto di Milano il 28 luglio seguente dal nuovo governo Badoglio.
Affrontò l'emergenza causata dalle incursioni aeree alleate che non erano state sospese nonostante la caduta del fascismo.
Tre giorni dopo la proclamazione dell'armistizio dell'8 settembre 1943, l'11 settembre, un reparto tedesco occupò la città, arrestando lui e il generale di divisione Vittorio Ruggero, comandante della difesa territoriale di Milano. Nella carica di prefetto fu sostituito il giorno 14 con Carlo Riva.
Il 13 settembre venne deportato in Polonia dalla polizia nazista, rinchiuso presso il lager 64/Z di Shokken. Rientrò in Italia nel maggio 1945, e il 16 febbraio 1946  venne nominato prefetto di Bologna.
Il 6 aprile 1946 gli fu conferita l'onorificenza di Ufficiale dell'Ordine Militare di Savoia con la seguente motivazione: Comandante di sicuro prestigio, dirigeva in zona desertica una difficile operazione di ripiegamento, reagendo, con estrema decisione, a reiterati attacchi di forze corazzate nemiche e riuscendo a portare truppe e mezzi sulle linee prestabilite. In successive vicende operative, Comandante di importanti settori difensivi prodigava le sue non comuni risorse d’intelligenza, di carattere e di energia nell’assolvimento dei suoi compiti, riconfermando indiscusse doti di capacità e di valore personale. Africa Settentrionale, novembre 1942 - aprile 1943.

#### Capo della polizia
Il 12 settembre 1948 assunse l'incarico di Capo della Polizia, per volere del Ministro dell'interno Mario Scelba, suo conterraneo.
Sostenne l'allora prefetto di Palermo, Angelo Vicari (futuro capo della polizia negli anni sessanta-anni settanta), e il Comando forze repressione banditismo nella lotta al banditismo in Sicilia, scontrandosi con l'omertà della popolaziine e anche con la scarsità di mezzi, la precarietà dell'accasermamento, la mancanza di cibo e la paga bassa. Si adoperò quindi per migliorare l'equipaggiamento e il trattamento di missione.
Nel 1949 a causa delle forti tensioni interne, nel timore di violenti scontri di piazza rafforzò l'organico e l'armamento della Celere. Terminò il suo mandato il 20 novembre 1952.

## Onorificenze
- Cavaliere dell'Ordine Militare di Savoia

Capo di Stato Maggiore di un Corpo d’Armata impegnato in una delle zone più delicate e difficili del fronte greco-albanese, assunta  la carica in un momento particolarmente allarmante della poderoso pressione del nemico imbaldanzito dal successo, prontamente si orientava in profondità, così da dare al proprio comandante la collaborazione più intelligente, attiva, fervida e realizzatrice, nel lavoro per l’organizzazione a difesa della zona e nella successiva collaborazione della ripresa offensiva che portò attraverso gravi difficoltà, anche d’ordine logistico, prontamente fronteggiate, alla rapida rioccupazione del nostro territorio. Albania (Osum-Sofiut), 1º febbraio – 15 aprile 1941.
- Ufficiale dell'Ordine Militare di Savoia

Comandante di sicuro prestigio, dirigeva in zona desertica una difficile operazione di ripiegamento, reagendo, con estrema decisione, a reiterati attacchi di forze corazzate nemiche e riuscendo a portare truppe e mezzi sulle linee prestabilite. In successive vicende operative, Comandante di importanti settori difensivi prodigava le sue non comuni risorse d’intelligenza, di carattere e di energia nell’assolvimento dei suoi compiti, riconfermando indiscusse doti di capacità e di valore personale. Africa Settentrionale, novembre 1942 - aprile 1943.

### Fonti
1. 1 2  Generals.
2. 1 2 3 4 5  Prefettura di Milano.
3. 1 2 3 4 5 6 7 8 9 10  Polizia di stato.
4. ↑  Registrato alla Corte dei conti lì 10 settembre 1940, guerra, registro n.34, foglio 401.
5. ↑  Registrato alla Corte dei conti l' 22 ottobre 1940, registro 9 Africa Italiana, foglio 272.